# Ла-Лоса
Ла-Лоса (ісп. La Losa) — муніципалітет в Іспанії, у складі автономної спільноти Кастилія-і-Леон, у провінції Сеговія. Населення — 544 особи (2010).
Муніципалітет розташований на відстані близько 60 км на північний захід від Мадрида, 10 км на південь від Сеговії.

## Демографія
Динаміка населення (INE ):